# Steganopsis pusilla
Steganopsis pusilla är en tvåvingeart som beskrevs av Frey 1927. Steganopsis pusilla ingår i släktet Steganopsis och familjen lövflugor. Inga underarter finns listade i Catalogue of Life.